# ساوث فرونتناك (أونتاريو)
ساوث فرونتناك، أونتاريو (بالإنجليزية: South Frontenac) هي مدينة كندية تقع في مقاطعة أونتاريو. تبلغ مساحة هذه المدينة 941.2848 (كم²)، ويبلغ عدد سكانها 18227 نسمة حسب إحصاء سنة 2006 م، بينما كان يسكنها 16415 نسمة في سنة 2001 م. تحتل هذه المدينة المرتبة رقم 210 بين مدن كندا حسب عدد السكان والمرتبة رقم 82 في المقاطعة. نما عدد السكان في هذه المدينة بنسبة (11) بين العامين المذكورين.

## وصلات خارجية
- الأطلس الحكومي لكندا
- إحصاءات كندا مع ساعة تعداد السكان نسخة محفوظة 23 مارس 2008 على موقع واي باك مشين.